# Uruguay op de Olympische Zomerspelen 2024
Uruguay nam deel aan de Olympische Zomerspelen 2024 in Parijs, Frankrijk.

## Aantal deelnemers
Hieronder volgt een overzicht van de atleten die deelnamen aan de Olympische Zomerspelen van 2024.
| Sport       | Mannen | Vrouwen | Totaal |
| ----------- | ------ | ------- | ------ |
| Atletiek    | 2      | 1       | 3      |
| Judo        | 1      | 0       | 1      |
| Kanovaren   | 1      | 0       | 1      |
| Roeien      | 1      | 0       | 1      |
| Rugby       | 12     | 0       | 12     |
| Taekwondo   | 0      | 1       | 1      |
| Wielersport | 1      | 0       | 1      |
| Zeilen      | 2      | 1       | 3      |
| Zwemmen     | 1      | 1       | 2      |
| Totaal      | 21     | 4       | 25     |

## Deelnemers en resultaten

### Atletiek

#### Loopnummers
Mannen
| atleet           | onderdeel | series   | series | herkansingen | herkansingen | halve finale | halve finale | finale         | finale         |
| atleet           | onderdeel | tijd     | rang   | tijd         | rang         | tijd         | rang         | tijd           | rang           |
| ---------------- | --------- | -------- | ------ | ------------ | ------------ | ------------ | ------------ | -------------- | -------------- |
| Santiago Catrofe | 5000 m    | 13.56,40 | 14     | n.v.t.       | n.v.t.       | n.v.t.       | n.v.t.       | niet geplaatst | niet geplaatst |

Vrouwen
| atleet              | onderdeel | series  | series | herkansingen | herkansingen | halve finale   | halve finale   | finale         | finale         |
| atleet              | onderdeel | tijd    | rang   | tijd         | rang         | tijd           | rang           | tijd           | rang           |
| ------------------- | --------- | ------- | ------ | ------------ | ------------ | -------------- | -------------- | -------------- | -------------- |
| María Pía Fernández | 1500 m    | 4.19,30 | 15 H   | 4.16,46      | 12           | niet geplaatst | niet geplaatst | niet geplaatst | niet geplaatst |

#### Technische nummers
Mannen
| atleet        | onderdeel   | kwalificaties | kwalificaties | finale         | finale         |
| atleet        | onderdeel   | afstand       | rang          | afstand        | rang           |
| ------------- | ----------- | ------------- | ------------- | -------------- | -------------- |
| Emiliano Lasa | verspringen | 7,87 m        | 13            | niet geplaatst | niet geplaatst |

### Judo
Mannen
| atleet                  | onderdeel | eerste ronde         | tweede ronde         | derde ronde          | kwartfinale          | halve finale         | herkansing           | finale / BM          | finale / BM    |
| atleet                  | onderdeel | tegenstander uitslag | tegenstander uitslag | tegenstander uitslag | tegenstander uitslag | tegenstander uitslag | tegenstander uitslag | tegenstander uitslag | rang           |
| ----------------------- | --------- | -------------------- | -------------------- | -------------------- | -------------------- | -------------------- | -------------------- | -------------------- | -------------- |
| Alain Mikael Aprahamian | −81 kg    | bye                  | Nagose V 00 - 10     | niet geplaatst       | niet geplaatst       | niet geplaatst       | niet geplaatst       | niet geplaatst       | niet geplaatst |

### Kanovaren

#### Sprint
Mannen
| atleet       | onderdeel  | series  | series | kwartfinale | kwartfinale | halve finale | halve finale | finale  | finale |
| atleet       | onderdeel  | tijd    | rang   | tijd        | rang        | tijd         | rang         | tijd    | rang   |
| ------------ | ---------- | ------- | ------ | ----------- | ----------- | ------------ | ------------ | ------- | ------ |
| Matías Otero | K-1 1000 m | 3.43,65 | 5 KF   | 3.30,81     | 2 HF        | 3.48,91      | 9 FB         | 3.30,48 | 14     |

### Roeien
Mannen
| atleet        | onderdeel | series  | series | herkansingen | herkansingen | kwartfinale | kwartfinale | halve finale | halve finale | finale  | finale |
| atleet        | onderdeel | tijd    | rang   | tijd         | rang         | tijd        | rang        | tijd         | rang         | tijd    | rang   |
| ------------- | --------- | ------- | ------ | ------------ | ------------ | ----------- | ----------- | ------------ | ------------ | ------- | ------ |
| Bruno Cetraro | skiff     | 7.04,04 | 2 KF   | bye          | bye          | 6.51,43     | 3 HA/B      | 7.08,29      | 5 FB         | 7.22,71 | 12     |

Legenda: FA=finale A (medailles); FB=finale B (geen medailles); FC=finale C (geen medailles); FD=finale D (geen medailles); FE=finale E (geen medailles); FF=finale F (geen medailles); HA/B=halve finale A/B; HC/D=halve finale C/D; HE/F=halve finale E/F; KF=kwartfinale; H=herkansing

### Rugby

#### Mannen
| Olympiër | Discipline | Resultaat | Prestatie |
| --- | ---------- | --------- | --------- |
| James McCubbin Valentin Grille Tomas Etcheverry Juan Manuel Tafernaberry Bautista Basso Diego Ardao Mateo Vinals Felipe Arcos Perez Guillermo Lijtenstein Baltazar Amaya Ignacio Facciolo Juan Gonzalez Koba Brazionis Dante Soto | mannen     | 11e       | zie onder |

| Groep C |                  |     |   |   |   |     |    |    |       |              |
| #       | Land             | Wed | W | G | V | Ptn | V  | T  | Saldo | Kwalificatie |
| 1       | Fiji             | 3   | 3 | 0 | 0 | 9   | 97 | 36 | +61   | Kwartfinale  |
| 2       | Frankrijk        | 3   | 1 | 1 | 1 | 6   | 43 | 43 | 0     | Kwartfinale  |
| 3       | Verenigde Staten | 3   | 1 | 1 | 1 | 6   | 57 | 67 | -10   | Kwartfinale  |
| 4       | Uruguay          | 3   | 0 | 0 | 3 | 3   | 41 | 92 | -51   | Plaats 9-12  |

| Ronde        | Datum        | Lokale tijd      | Land    | Score   | Land    |
| ------------ | ------------ | ---------------- | ------- | ------- | ------- |
| Groepsfase   |              |                  |         |         |         |
| 24 juli 2024 | 17:00        | Fiji             | 40 - 12 | Uruguay |         |
| 24 juli 2024 | 20:00        | Frankrijk        | 19 - 12 | Uruguay |         |
| 25 juli 2024 | 15:00        | Verenigde Staten | 33 - 17 | Uruguay |         |
|              |              |                  |         |         |         |
| Plaats 9-12  | 25 juli 2024 | 20:30            | Uruguay | 14 - 19 | Kenia   |
|              |              |                  |         |         |         |
| Plaats 11-12 | 27 juli 2024 | 16:30            | Japan   | 10 - 21 | Uruguay |

### Taekwondo
Vrouwen
| atleet              | onderdeel | kwalificatie         | eerste ronde               | kwartfinale          | halve finale         | herkansing           | finale / BM          | finale / BM    |
| atleet              | onderdeel | tegenstander uitslag | tegenstander uitslag       | tegenstander uitslag | tegenstander uitslag | tegenstander uitslag | tegenstander uitslag | rang           |
| ------------------- | --------- | -------------------- | -------------------------- | -------------------- | -------------------- | -------------------- | -------------------- | -------------- |
| María Sara Grippoli | -49 kg    | bye                  | Cerezo V 0 - 2 (4-11, 0-7) | niet geplaatst       | niet geplaatst       | niet geplaatst       | niet geplaatst       | niet geplaatst |

### Wielersport

#### Wegwielrennen
Mannen
| atleet        | onderdeel    | tijd    | rang |
| ------------- | ------------ | ------- | ---- |
| Eric Fagúndez | wegwedstrijd | 6.28.31 | 55   |

### Zeilen
Mannen
| atlete                       | onderdeel | race | race | race | race | race | race | race | race | race | race | race | race | race | netto punten | eindnotering |
| atlete                       | onderdeel | 1    | 2    | 3    | 4    | 5    | 6    | 7    | 8    | 9    | 10   | 11   | 12   | M    | netto punten | eindnotering |
| ---------------------------- | --------- | ---- | ---- | ---- | ---- | ---- | ---- | ---- | ---- | ---- | ---- | ---- | ---- | ---- | ------------ | ------------ |
| Hernán Umpierre Fernando Diz | 49er      | 5    | 2    | 14   | 2    | 17   | 13   | 18   | 9    | 4    | 8    | 13   | 7    | 16   | 110          | 10           |

Vrouwen
| atlete          | onderdeel | race | race | race | race | race | race | race | race | race | race        | race   | race   | race           | netto punten | eindnotering |
| atlete          | onderdeel | 1    | 2    | 3    | 4    | 5    | 6    | 7    | 8    | 9    | 10          | 11     | 12     | M              | netto punten | eindnotering |
| --------------- | --------- | ---- | ---- | ---- | ---- | ---- | ---- | ---- | ---- | ---- | ----------- | ------ | ------ | -------------- | ------------ | ------------ |
| Dolores Moreira | ILCA 6    | 24   | 27   | 9    | 25   | 10   | 28   | 9    | 28   | 25   | geannuleerd | n.v.t. | n.v.t. | niet geplaatst | 157          | 22           |

### Zwemmen
Mannen
| atleet     | onderdeel        | series | series | halve finale   | halve finale   | finale         | finale         |
| atleet     | onderdeel        | tijd   | rang   | tijd           | rang           | tijd           | rang           |
| ---------- | ---------------- | ------ | ------ | -------------- | -------------- | -------------- | -------------- |
| Leo Nolles | 100 m vrije slag | 50,58  | 47     | niet geplaatst | niet geplaatst | niet geplaatst | niet geplaatst |

Vrouwen
| atleet       | onderdeel        | series  | series | halve finale   | halve finale   | finale         | finale         |
| atleet       | onderdeel        | tijd    | rang   | tijd           | rang           | tijd           | rang           |
| ------------ | ---------------- | ------- | ------ | -------------- | -------------- | -------------- | -------------- |
| Nicole Frank | 200 m wisselslag | 2.18,00 | 30     | niet geplaatst | niet geplaatst | niet geplaatst | niet geplaatst |